# (35058) 1985 RP4
(35058) 1985 RP4 es un asteroide perteneciente al cinturón de asteroides, descubierto el 12 de septiembre de 1985 por Henri Debehogne desde el Observatorio de La Silla, Chile.

## Designación y nombre
Designado provisionalmente como 1985 RP4.

## Características orbitales
1985 RP4 está situado a una distancia media del Sol de 2,417 ua, pudiendo alejarse hasta 3,016 ua y acercarse hasta 1,818 ua. Su excentricidad es 0,247 y la inclinación orbital 3,756 grados. Emplea 1372,86 días en completar una órbita alrededor del Sol.

## Características físicas
La magnitud absoluta de 1985 RP4 es 15,3. 